# Gradental
Gradental är en dal i Österrike.   Den ligger i förbundslandet Kärnten, i den centrala delen av landet, 300 km sydväst om huvudstaden Wien.
Trakten runt Gradental består i huvudsak av gräsmarker. Runt Gradental är det ganska glesbefolkat, med 29 invånare per kvadratkilometer.